# Two Gallants (album)
Two Gallants è il terzo lavoro dell'omonimo gruppo Two Gallants e il secondo pubblicato assieme all'etichetta discografica Saddle Creek Records. 

## Il disco
Il 20 agosto 2007, dopo l'uscita del primo EP The Scenery of Farewell nel giugno del medesimo anno, venne annunciata l'imminente pubblicazione del terzo nuovo lavoro della band assieme alle relative tracce.
Il disco venne registrato nell'aprile 2007 ai prestigiosi Hyde Street Studios.
L'album rappresenta un punto chiave nella carriera artistica dei Two Gallants in quanto è, per certi versi, un punto di rottura rispetto alla loro precedente produzione musicale. Infatti, sia nella fase di scrittura che per quella degli arrangiamenti e della musica, si confrontarono per la prima volta con una terza persona: il produttore Alex Newport. Questo permise al componenti della band di usufruire di un terzo punto di vista più obiettivo rispetto al loro e il risultato fu un quasi totale rinnovamento dello stile musicale dei Two Gallants.
Le sonorità si fanno più curate e molto più articolate nonostante mantengano l'ormai collaudata forma di lente ballate blues e vivaci mid-tempo country e rock sulla base della solita soluzione di chitarra, batteria e, saltuariamente, armonica. I temi diventano meno esistenziali e più specifici e personali. La maggior parte delle canzoni dell'album tratta il tema dell'amore sotto diversi punti di vista: l'amore come sofferenza, come dipendenza o come mezzo per raggiungere la serenità.
Il disco venne accolto dalla critica in modo favorevole. Essa riconobbe l'evoluzione musicale del gruppo osservando come, la qualità dei testi, fosse rimasta una vera e propria costante della loro produzione artistica. Non mancarono, però, critiche negative come quella di Pitchfork che, pur dando all'album un voto più che sufficiente, definì i testi di Stephens "crivellati di istrionismo" ed "eccessivamente teatrali".
Il singolo Despite What You've Been Told contiene, nel lato B, una traccia bonus chiamata Liza Jane.

## Tracce
Testi di Adam Stephens, musiche di Two Gallants.
1. The Deader – 4:56
2. Miss Meri – 3:19
3. The Hand That Held Me Down – 5:33
4. Trembling of the Rose – 5:12
5. Reflections of the Marionette – 5:42
6. Ribbons 'Round My Tongue – 5:07
7. Despite What You’ve Been Told – 4:29
8. Flow Low Carrion Crow – 3:57
9. My Baby's Gone – 5:55
10. Liza Jane – Bonus track

## Formazione
Gruppo
- Adam Stephens - voce, chitarra, armonica a bocca
- Tyson Vogel - cori, batteria

Altri musicisti
- Anton Patzner - violino
- Jackie Perez Gratz - violoncello

Produzione
- Paul Schiek - design, fotografia
- John Greenham - mastering
- Alex Newport - missaggio, produzione
- Dan Kasin - Gestione
- Brian Reynolds - Gestione
- Carrie Mouro - Gestione